# 神坂智子
神坂 智子（こうさか ともこ、12月12日 - ）は、日本の漫画家。岡山県久米郡中央町（現・美咲町）出身。
1973年、「リ・リンド・リン」（小学館『週刊少女コミック』）でデビュー。代表作に“シルクロード・シリーズ”、「T.E.ロレンス」、「蒼のマハラジャ」、「カラモランの大空」など。
緻密な歴史・時代考証に基づきながら自在な世界観を繰り広げる作風をもつ。シリアスな作品が主体だが、きっちりした設定の中でもコメディを織り交ぜてみせる。2011年現在、小学館『月刊flowers』にて不定期・読み切り掲載を執筆している。
漫画同人グループ「作画グループ」の会員で、会員誌に作品を発表したこともある。

## 作品リスト
- 夢みるセブンティーン -神坂智子傑作集-（1976年）白泉社 - 作者の初単行本。短編集。
  - 夢みるセブンティーン（1975年）
  - はだしになった少女（1975年）
  - むらさき花火（掲載年不明。1975年以前?）
  - 苦いコーヒー（1976年）
  - ぼくのマギー（1974年）
  - ザッツ・アシスタント（1975年）
- 銀杏のペンダント（1976年）白泉社 - 浅野杏子を主人公にした短編、杏子シリーズ。
  - 銀杏の枝から見える空（1976年）
  - 透さんへ…（1976年）
  - きょうは雨（1976年）
  - 銀杏のペンダント（1976年）
  - あかね雲（1976年）
  - 金色ブーケ（1976年）
- 琴は初恋 -神坂智子傑作集-（1977年）白泉社 - 短編集。
  - 琴は初恋（1975年）
  - たそがれ時の風の色（1975年）
  - 二度目の手紙（1977年）
  - 金魚（きんとと）（1976年）
  - スイートチョコ（1976年）- 杏子シリーズ。
  - 銀杏は金色銀の音（1976年）- 杏子シリーズ。
- パンと懐剣（1977年 - 1979年 全6巻）白泉社
- でぶっちょアンソニー （1980年）新書館
  - でぶっちょアンソニー（1976年 - 1979年）
  - 寝一郎物語 （1977年）
  - めざめればチャボ！（1977年）
- 風の輪・時の和・砂の環（1984年）新書館）
- 如月坂の幽霊屋敷（1985年）白泉社
  - 如月坂の幽霊屋敷 （1984年）
  - 真知子ｉｎ恋 （1984年）
  - 春！ 如月坂 （1985年）
  - 如月姐さん　その後… （1985年）- 単行本描き下ろし。
- T・E・ロレンス（1985年 - 1988年）
- カレーズ（1986年）
- 緑の森の物語（1990年）角川書店
- 蒼のマハラジャ（1990年 - 1993年、全10巻）角川書店、→（2007年、文庫版全5巻）ホーム社
- 風を走る少年（1991年）角川書店
- エジプシャン・バクシーシ（初版1991年）
- 夢はるか楼蘭王国（初版1993年）
- 白のチューリップ（1994年）角川書店
- カラモランの大空（1999年 - 2001年）
- べんがら格子の家（2000年 - 2002年、全3巻）小学館
- 智子流 ちょっと危ない世界旅（初版2001年）潮出版社
- 花ばなの歌声（2002年 - 2003年、全2巻）小学館、
- 天竺夜話（2004年 - 2005年、全3巻）小学館
- 時代浪漫傑作選 猫のみた夢（2005年 - 2006年）小学館

### シルクロード・シリーズ
- 白泉社・花とゆめコミックスレーベル（全11巻）
  - はるかなるシルクロード（1981年）
  - 風とビードロ（1982年）
  - 宇宙ゆく帆船（1983年）
  - 姫君の塔-キズクルガン-（1984年）
  - ゾマの祭り（1985年）
  - 砂漠幻想（1986年）
  - 巻毛のカムシン（1986年）
  - ヘディンの手帳（1987年）
  - 雪の朝-ホワイトカングリー（1988年）
  - 欠けたもの満ちるもの（1989年）
  - 永遠を見る娘（1990年）
- 角川書店・ASUKAコミックスDX・完全版として再編集・刊行（全6巻）
  - I. キャラバンの鈴（1995年）
  - II. 宇宙ゆく帆船（1995年）
  - III. 姫君の塔-キズクルガン-（1995年）
  - IV. ウイグルの砂（1995年）
  - V. 永遠を見る娘（1996年）
  - VI. 風の輪・時の和・砂の環（1996年）

### 小春びよりシリーズ
明治末期を舞台に機屋の娘、小春（こはる）と医師を目指す矢矧 環（やはぎ たまき）との駆け落ち物語。貧乏と苦学の末に二人は夫婦となり、環は帝大からドイツ留学を果たす。
『花とゆめ』から『ASUKA』へ掲載誌を移し、大正時代の麻布を舞台に開業医となった矢矧一家の生活を描く、続編『春・夏・秋・冬』からは小春の娘である小夏、小秋、小冬（こなつ、こあき、こふゆ）の三つ子姉妹が主に活躍する。
- 小春びより（1982年 - 1985年、全4巻） 白泉社 
  - 小春びより 1（1982年）
    - 小春びより<其の一> （1982年）
    - かぼちゃびより （1982年）
    - 小春びより<其の二> （1982年）

  - 小春びより 2 （1983年） 
    - 小春びより<其の三>　（1983年）
    - 小春びより<其の四> （1983年）

  - 小春びより 3 （1984年）
    - ドイツびより<其の一> （1984年）
    - ドイツびより<其の二> （1984年）

  - 小春びより　4 （1985年）
    - ドイツびより<其の二> （1984年）
    - お便りびより （1985年）
    - お花びより （1983年）
    - 曼珠沙華 （1983年）- 小春びよりシリーズではない短編。
- 春・夏・秋・冬（1987年、全2巻）角川書店
- 娘びより（1988年）角川書店
- ぽてとびより（1990年）角川書店

### 初期作品（1980年以前）
特記なきものは『花とゆめ』（白泉社）に掲載された。現在入手困難。
- リ・リン・ド・リン（1973年）『週刊少女コミック』掲載
- かわいいメイ（1973年）『少女コミック』増刊『ちゃお』掲載
- カボとカポ（1974年）
- よわむしメレル（1974年）
- 君のために（1974年）
- やがて春が（1975年）
- 偉大なまんが家の半生（1976年）
- 晩夏（1976年）
- うちあけられたの（1977年）
- 里の夜話（1977年）
- 絵美子かぞえ唄（1977年）『別冊花とゆめ』掲載
- 学生心中（1977年）
- 金波銀波の海静か（1978年）
- REMEMBER りめんばあ（1979年）
- アホ先赤線ローカル線（1979年）
- 初恋まつり（1979年）
- 木霊の里（1980年）
- わたしピンクの女の子（1980年）
- 金の糸（1980年）
- 落葉おちば朱の糸（1980年）
- ふしぎの国の（1980年）
- 蓉姫狂乱（1980年）『ララ』掲載
- つっぱり娘がわあん!!（1980年）

白泉社花とゆめコミックス『風とビードロ』巻末「神坂智子 全作品リスト」による。

### 合作
作画グループでの合作作品。それぞれ担当キャラを記す。
- ダリウスの風（1977年）新書館 - 「神坂将軍」「ミセス・サイモン」を担当[1]。
- 銀河を継ぐ者（1981年）講談社 - 「ミルダ」「ラトス将軍」を担当。
- 怪盗スカイラーク （1981年）SG企画 - 「ヘルパーパタパタ」を担当。
- 怪盗スカイラーク 華麗な冒険（1982年）SG企画  - 「ヘルパーパタパタ」を担当。
- ベレヌスのロビン - 炎の伝説 -（1983年）少年画報社 - 「ルイ」「宿屋の女」を担当。第3章没版[2]では「ドワーフ王」を担当。
- ベレヌスのロビン - 炎の戦士- （1984年、全2巻）SG企画 - 「ハロルド」「ルイ」を担当。